# أسبلاط إهليلجي
أسبلاط إهليلجي (الاسم العلمي:Aspalathus elliptica) هو نوع من النباتات يتبع جنس الأسبلاط من الفصيلة البقولية.